# Stazione di Catanzaro
Stazione di Catanzaro vasútállomás Olaszországban, Catanzaro településen.

## Vasútvonalak
Az állomást az alábbi vasútvonalak érintik:
- Lamezia Terme-Catanzaro Lido-vasútvonal

## Kapcsolódó állomások
A vasútállomáshoz az alábbi állomások vannak a legközelebb:
- Stazione di Catanzaro Lido
- Settingiano railway halt